# Cantone di Les Deux Rives
Il Cantone di Les Deux Rives è una divisione amministrativa dell'Arrondissement di Albi.
È stato istituito a seguito della riforma dei cantoni del 2014, che è entrata in vigore con le elezioni dipartimentali del 2015.

## Composizione
Comprende i comuni di:
- Aussac
- Bernac
- Cadalen
- Castanet
- Cestayrols
- Fayssac
- Fénols
- Florentin
- Labastide-de-Lévis
- Labessière-Candeil
- Lagrave
- Lasgraisses
- Montans
- Parisot
- Peyrole
- Rivières
- Senouillac
- Técou